# 特奥多尔·冯塔内
特奥多尔·冯塔内（德語：Theodor Fontane，德語發音：[ˈtʰeːodoɐ̯ fɔnˈtaːnə] ⓘ，1819年12月30日—1898年9月20日）是德国批判现实主义小说家、诗人。他1819年出生于胡格诺教徒家庭，6岁成为药店学徒，20岁写出处女作，在莱比锡进修。他参加了1848年的革命事件，1849年从药店辞职成为全职作家。代表作有《沙赫·冯·武特诺》(Schach von Wuthenow，1883年)、《埃菲·布里斯特》(Effi Briest，1895年)和《燕妮·特赖贝尔夫人》(Frau Jenny Treibel，1892年)等。他被认为是19世纪最重要的德语作家之一。